# Поляков Дмитро Євгенович
Дмитро Євгенович Поляков (рос. Дмитрий Евгеньевич Поляков; 23 січня 1985, м. Ковдор, СРСР) — російський хокеїст, захисник. Виступає за «Кристал» (Саратов) у Вищій хокейній лізі.
Виступав за «Локомотив-2» (Ярославль), ХК «Липецьк», ХК «Бєлгород», «Витязь» (Чехов), «Дизель» (Пенза).